# Gilberto Mendes (ator)
Carlos Gilberto Mendes (Lourenço Marques, 3 de maio de 1966) é um ator, encenador, político e apresentador de televisão moçambicano.

## Biografia
Em Dezembro de 1977 bateu o seu primeiro recorde nacional em natação e integrou durante anos a seleção nacional de Moçambique.
Em 1984 foi escolhido para interpretar o papel principal no primeiro longa-metragem completamente moçambicano, intitulado O Vento Sopra do Norte, de José Cardoso, com produção do Instituto Nacional de Cinema.

Em 1988 ingressou no grupo Mutumbela Gogo, onde participou da peça Nove Horas. 
Quatro anos depois, abandonou o Mutumbela Gogo e adquiriu os cinemas Matchedje (1000 lugares) e Estúdio 222 (222 lugares), e fundou a sua própria companhia de teatro, o Gungu. 
Em 1995 ganhou o Prémio de Mérito Lusófono atribuído pela Fundação Luso-Brasileira para o Desenvolvimento da Língua Portuguesa 

Em 1996, iniciou a sua carreira de 10 anos como apresentador do programa Fantasia.
Em 2020 foi nomeado Secretário de Estado de Desportos.